# Puchar Herceg-Bośni w piłce nożnej
Puchar Herceg-Bośni w piłce nożnej (chorw. Nogometni kup Herceg-Bosne) – w latach 1994-2000 cykliczne rozgrywki piłkarskie o charakterze pucharu krajowego dla klubów piłkarskich z Chorwackiej Republiki Herceg-Bośni w Bośni i Hercegowinie. Organizowane co sezon przez Nogometni savez Hrvatske Republike Herceg-Bosne (NSHB). Trzeci po Pucharze Bośni i Hercegowiny i Pucharze Republiki Serbskiej piłkarskie rozgrywki pucharowe w kraju.

## Format
Format rozgrywek był wiele razy zmieniany. W rozgrywkach uczestniczą kluby z Herceg-Bośni. Wszystkie rywalizacje od rundy pierwszej do finału składają się z jednego meczu. Zwycięzca kwalifikuje się do dalszych gier, a pokonany odpada z rywalizacji. W wypadku kiedy w regulaminowym czasie gry padł remis, dyktowane są rzuty karne. Rozgrywki składają się z 3 etapów: ćwierćfinałów, półfinałów i finału.

## Historia
Rozgrywki o Puchar Herceg-Bośni rozpoczęły się w roku 1994, podczas trwającej jeszcze wojny w Jugosławii. Pierwszym triumfatorem rozgrywek w 1994 został FK Kozara Gradiška. Rok wcześniej startowały rozgrywki o Puchar Republiki Serbskiej, a w sezonie 1994/95 Puchar NS BiH. Od sezonu 2000/01 po raz pierwszy w Pucharze Bośni i Hercegowiny rywalizują kluby z całego kraju (w tym kluby z Republiki Serbskiej).

## Zwycięzcy i finaliści
| Sezon                                                                  | K   | K            | T | Zwycięzca          | Wynik        | Finalista          | Data, miejsce       | Br. | Król strzelców | Uwagi    |
| Puchar Herceg-Bośni w piłce nożnej (chorw. Nogometni kup Herceg-Bosne) |     |              |   |                    |              |                    |                     |     |                |          |
| 1994/95                                                                |     |              | 1 | NK Ljubuški        | 2:0          | HNK Sloga Uskoplje | 1995, Široki Brijeg |     |                | 8 klubów |
| 1995/96                                                                |     |              | 2 | NK Ljubuški        | 1:1 (k. 4:1) | NK Široki Brijeg   | 1996, Mostar        |     |                | 8 klubów |
| 1996/97                                                                |     |              | 1 | NK Troglav Livno   | 1:0          | HNK Orašje         | 1997, Mostar        |     |                | 8 klubów |
| 1997/98                                                                |     |              | 1 | HNK Orašje         | 0:0 (k. 3:2) | NK Široki Brijeg   | 1998, Mostar        |     |                | 8 klubów |
| 1998/99                                                                |     |              | 1 | HNK Brotnjo Čitluk | 1:1 (k. 4:2) | NK Široki Brijeg   | 1999, Mostar        |     |                | 8 klubów |
| 1999/00                                                                |     |              | 2 | HNK Orašje         | 0:2          | NK Kiseljak        | 2000, Kiseljak      |     |                | 8 klubów |
| 1999/00                                                                | 7:2 | 2000, Orašje | 2 | HNK Orašje         |              | NK Kiseljak        |                     |     |                | 8 klubów |

Uwagi:
- wytłuszczono nazwy zespołów, które w tym samym roku wywalczyły mistrzostwo i Puchar kraju,
- kursywą oznaczone zespoły, które w meczu finałowym nie występowały w najwyższej klasie rozgrywkowej.
- skreślono rozgrywki nieoficjalne.

## Statystyki

### Klasyfikacja według klubów
W dotychczasowej historii oficjalnych rozgrywek o Puchar Herceg-Bośni na podium oficjalnie stawało w sumie 16 drużyn. Liderem klasyfikacji jest FK Radnik Bijeljina, który zdobył 7 Pucharów.
Stan na 31.05.2021.
| Lp. | Klub               | Zdobywca | Finalista  | Lata triumfów    |   |   |                  |
| --- | ------------------ | -------- | ---------- | ---------------- | - | - | ---------------- |
| Lp. | Klub               | 1.       | HNK Orašje | Lata triumfów    | 2 | 1 | 1997/98, 1999/00 |
| 2.  | NK Ljubuški        | 2        | 0          | 1994/95, 1995/96 |   |   |                  |
| 3.  | NK Troglav Livno   | 1        | 0          | 1996/97          |   |   |                  |
| 3.  | HNK Brotnjo Čitluk | 1        | 0          | 1998/99          |   |   |                  |
| 11. | NK Široki Brijeg   | 0        | 2          |                  |   |   |                  |
| 12. | HNK Sloga Uskoplje | 0        | 1          |                  |   |   |                  |
| 12. | NK Kiseljak        | 0        | 1          |                  |   |   |                  |

### Klasyfikacja według miast
Siedziby klubów: stan na 31.05.2021.
| Miasto   | Liczba tytułów | Kluby                  |
| -------- | -------------- | ---------------------- |
| Ljubuški | 2              | NK Ljubuški (2)        |
| Orašje   | 2              | HNK Orašje (2)         |
| Čitluk   | 1              | HNK Brotnjo Čitluk (1) |
| Livno    | 1              | NK Troglav Livno (1)   |